# Liste der Nummer-eins-Hits in den Niederlanden (1969)
Diese Liste enthält alle Nummer-eins-Hits in den Niederlanden im Jahr 1969. Es gab in diesem Jahr 19 Nummer-eins-Singles und seit dem 28. Juni 1969 fünf Nummer-eins-Alben.
| Singles | Alben |
| --- | --- |
| - Barry Ryan – Eloise - 4 Wochen (7. Dezember 1968 – 3. Januar 1969) - Zen – Hair - 3 Wochen (4. Januar – 24. Januar) - Nina Simone – Ain’t Got No – I Got Life - 5 Wochen (25. Januar – 28. Februar) - Donovan – Atlantis - 3 Wochen (1. März – 21. März) - The Cats – Why - 5 Wochen (22. März – 25. April) - Mary Hopkin – Goodbye - 2 Wochen (26. April – 9. Mai) - The Beatles – Get Back - 2 Wochen (10. Mai – 23. Mai) - Desmond Dekker & the Aces – The Israelites - 2 Wochen (24. Mai – 6. Juni) - Edwin Hawkins Singers – Oh Happy Day - 2 Wochen (7. Juni – 20. Juni) - The Beatles – The Ballad of John and Yoko - 4 Wochen (21. Juni – 18. Juli) - Aphrodite’s Child – I Want to Live - 1 Woche (19. Juli – 25. Juli) - Plastic Ono Band – Give Peace a Chance - 2 Wochen (26. Juli – 8. August) - Robin Gibb – Saved by the Bell - 1 Woche (9. August – 15. August) - Zager & Evans: In the Year 2525 (Exordium and Terminus) - 4 Wochen (16. August – 12. September) - The Bee Gees – Don’t Forget to Remember - 2 Wochen (13. September – 26. September) - Tom & Dick – Bloody Mary - 3 Wochen (27. September – 17. Oktober) - Percy Sledge – My Special Prayer - 5 Wochen (18. Oktober – 21. November) - Fleetwood Mac – Oh, Well (Part 1) - 4 Wochen (22. November – 19. Dezember) - The Cats – Marian - 5 Wochen (20. Dezember 1969 – 23. Januar 1970) | - James Last – Op klompen - 7 Wochen (28. Juni – 15. August) - Elvis Presley – Elvis Sings Flaming Star - 3 Wochen (16. August – 5. September) - Blind Faith – Blind Faith - 5 Wochen (6. September – 10. Oktober) \| Info \| \| ---------------------------------------------------------------------------------------------------------------- \| \| Zwischen dem 11. Oktober und dem 5. Dezember 1969 sind keine Informationen über die Nummer-eins-Alben vorhanden. \| - The Beatles – Abbey Road - 1 Woche (6. Dezember – 12. Dezember) - The Rolling Stones – Let It Bleed - 6 Wochen (13. Dezember 1969 – 23. Januar 1970) |
| Info | |
| Zwischen dem 11. Oktober und dem 5. Dezember 1969 sind keine Informationen über die Nummer-eins-Alben vorhanden. | |

Siehe auch: Nummer-eins-Hits 1969 in  Australien, Belgien, Deutschland, Finnland, Frankreich, Irland, Italien, Japan, Kanada, Neuseeland, Norwegen, Österreich, der Schweiz, Spanien, den Vereinigten Staaten und im Vereinigten Königreich.